# Vila Viktora Beneše
Vila Viktora Beneše se nachází v ulici Nad Výšinkou v Praze 5. Byla vybudována v letech 1910–1912.
Stavební úřad Prahy 5 vydal 9. července 2021 na vilu demoliční výměr. Pražský magistrát uvedl, že se proti rozhodnutí odvolá, a ve spolupráci s městskou částí podá žádost o prohlášení budovy za kulturní památku, což se stalo.  Ministerstvo kultury následně toto řízení zahájilo. Památkovou ochranu vila získala 25.1.2023.
V roce 2022 vilu koupila společnost Rockaway Capital, díky níž bude vila zachráněna.

## Historie
Vilu si postavil pražský stavitel Viktor Beneš. Autorem vitráží v oknech může být Alfons Mucha, romantická sochařská výzdoba je pravděpodobně dílem profesorů Celdy Kloučka a Čeňka Vosmíka.
Viktor Beneš zemřel v roce 1922 a v domě potom bydleli jeho potomci. Po druhé světové válce byl objekt znárodněn. V 50. letech 20. století zde bydlel spisovatel Milan Kundera.
Na přelomu 70. a 80 let 20. století byl vlastníkem vily Československý rozhlas. Po sametové revoluci byla restituována, ale majitelé ji pak prodali. V roce 2007 ji spolu s manželkou koupil Jaroslav Haščák, spolumajitel skupiny Penta Investments. Vilu chtěli zbourat a postavit na jejím místě rezidenční byty. Poté vilu vlastnila firmu Lampron, následně podnikatel Michal Bouška, spojený se společnostmi Dalmante Property a Bello. Ten ji v roce 2022 prodal společnosti Rockaway Capital. Cena transakce dosáhla zhruba čtvrt miliardy korun.

## Demoliční výměr
Stavební úřad Prahy 5 vydal 9. července 2021 na vilu demoliční výměr. Pražský magistrát uvedl, že se proti rozhodnutí odvolá, a podá žádost o prohlášení vily za kulturní památku. 
Proti zboření vily vystoupil také Klub Za starou Prahu nebo Ústav dějin umění Akademie věd.